# 아이눌린달레
아이눌린달레(Ainulindalë)는 《실마릴리온》의 첫 파트다. 일루바타르, 아이누가 처음 등장하며, 세상(에아)의 창조가 주된 내용으로 나온다.
에아 창조에 가장 큰 권능을 받은 이들은 발라로 불리며, 각각의 차이점 있는 힘으로 에아를 가꾸었으나, 가장 큰 권능 멜코르에 의해 파괴당하는 다사다난한 역사가 계속 이뤄졌다고 한다.